# Mongoolse invasies van Japan

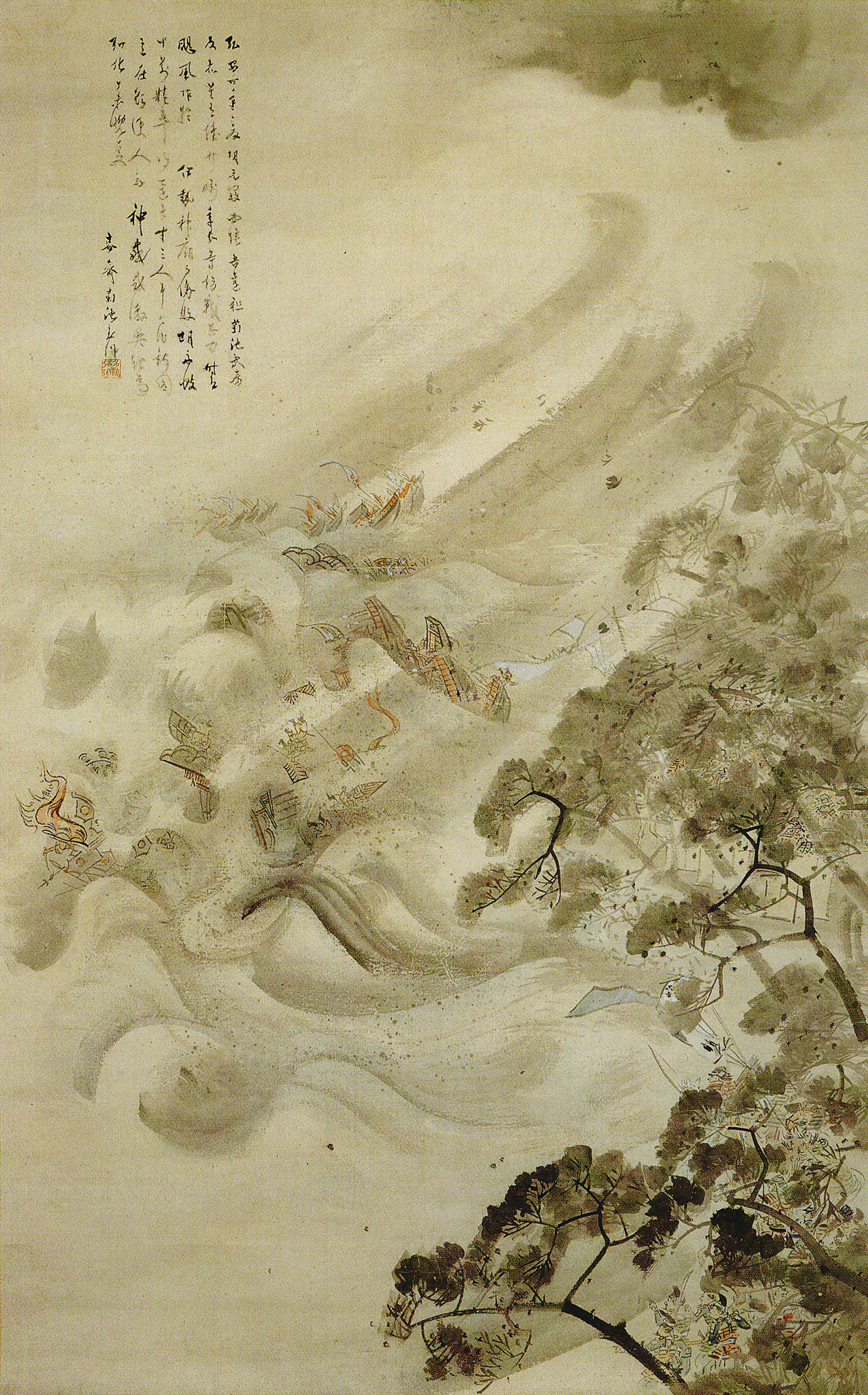
De Mongoolse vloot wordt vernietigd door een tyfoon; tekening door Kikuchi Yōsai, 1847

De Mongoolse invasies van Japan (元寇, Genkō) waren twee grote militaire invasies uit respectievelijk 1274 en 1281, waarbij de Mongolen onder leiding van Koeblai Khan probeerden Japan te veroveren. Hoewel zij hier beide keren niet in slaagden, zijn de invasies wel van historisch belang. De uitbreiding van het Mongoolse Rijk was aan haar einde gekomen en de Japanse overwinning vormt een mijlpaal in de geschiedenis van Japan.
Die overwinning van de Japanners was deels toe te schrijven aan natuurrampen waar de Mongolen mee te kampen kregen. De invasies komen geregeld terug in literaire werken en andere media. Deze werken vormen de oudste geschreven bronnen waarin de term kamikaze, of "goddelijke wind" voorkomt.

## Achtergrond
Na een reeks van Mongoolse invasies in 1231 en 1259 tekende de Goryeo-dynastie uiteindelijk een verdrag met de Mongolen waardoor Korea officieel onderdeel werd van het Mongoolse rijk. Koeblai werd in 1260 benoemd tot Grootkan.
Japan stond rond deze tijd onder bevel van de Shikken (Shogunaat-regenten) van de Hojo-clan. Zij hadden via huwelijken de macht weten over te nemen van de shogun van het Kamakura-shogunaat. Hun macht was inmiddels dermate groot, dat ze beslissingen namen zonder hiervoor de Hyōjō (評定) (de raad van het shogunaat) of de keizerlijke raad te raadplegen.
In 1266 stuurde Koeblai Khan enkele afgevaardigden naar Japan om zijn plannen Japan tot een vazalstaat te maken kenbaar te maken bij de keizer en shogun. Deze gingen niet op het verzoek in om zich vrijwillig over te geven. In 1268 stuurde Koeblai Khan een tweede delegatie, maar ook die kreeg geen gehoor op het verzoek. Wel riep het shogunaat iedereen die een heerlijkheid en dus een leger bezat in Kyushu op om terug te keren naar zijn eigen grondgebied. Dit omdat Kyushu, gezien de ligging ten opzichte van Korea, vermoedelijk als eerste zou worden aangevallen.

## Eerste invasie
Reeds in 1268, nadat ook zijn tweede delegatie zonder succes terugkeerde, was Koeblai Khan bereid om Japan de oorlog te verklaren. Zijn rijk had toen echter niet de middelen om een grote invasie te organiseren. Daarom gaf hij het bevel om eerst in Korea een grote vloot te laten bouwen. In 1274 was de vloot gereed en vertrok richting Japan met ongeveer 15.000 Mongoolse en Chinese soldaten, en 8000 Koreaanse krijgers. De vloot telde 300 grote schepen en 400 tot 500 kleinere. Exacte aantallen verschillen per bron.
De Mongoolse invasievloot deed eerst de eilanden Tsushima en Iki aan, waar grote plunderingen en slachtingen onder de bevolking werden aangericht. Op 19 november arriveerde de vloot in de Hakatabaai, op korte afstand van Dazaifu in het zuidwesten van Japan. De volgende dag vond de Slag om Bun'ei (文永の役) plaats.
De Japanners hadden nog nooit eerder met zo’n groot vijandelijk leger te maken gehad. Bovendien waren inmiddels 50 jaar verstreken sinds de laatste grote oorlog die Japan had gevochten; daarom was er geen enkele generaal meer in leven met de nodige kennis of ervaring. Ten slotte waren de samoerai vooral getraind in man-tegen-mangevechten, terwijl de Mongolen beschikten over wapens en gevechtstechnieken voor grotere afstand, waaronder primitieve granaten. Alle heerlijkheden in het noorden van Kyushu waren gemobiliseerd om de invasie het hoofd te bieden.
De Japanse troepen bij de Hakatabaai wachtten nog op versterking toen de invasietroepen aan land gingen. Ondanks een numerieke minderheid slaagden ze erin de aanvallers af te slaan. De nacht na de Slag om Bun'ei stak er vanuit zee een zware storm op. Deze dwong de meeste Mongoolse schepen om zich terug te trekken. Een groot aantal schepen ging verloren in de storm. Dit gaf de Japanners de kans om terug te slaan met hun eigen schepen, die kleiner en wendbaarder waren dan de Mongoolse schepen. De samoerai enterden de schepen en kregen daar al snel de overhand op de Mongolen. Deze moesten zich terugtrekken.

## Tussenperiode

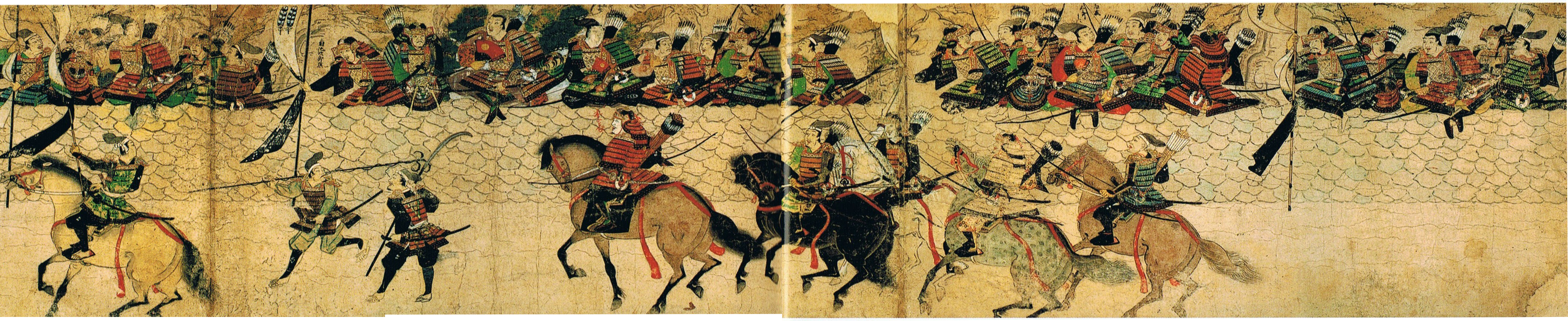
Verdedigingsmuur bij Hakata

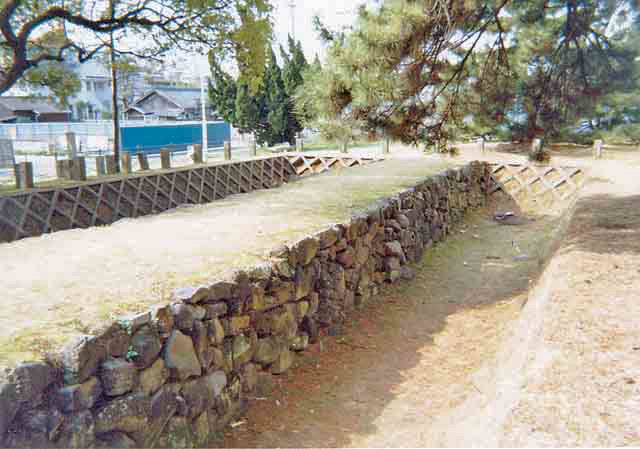
Restanten van een stenen verdedigingsmuur in Hakata, nu Fukuoka

Hoewel de invasie was afgeslagen, had het Kamakura-shogunaat wel gezien dat de Japanse kusten beter verdedigd moesten worden. Daar de Mongolen mogelijk een tweede invasie zouden ondernemen, werd in 1275 begonnen met de bouw van forten en een grote stenen muur langs de kust van Kyushu. Tevens werd aangedrongen op een betere organisatie binnen de samoeraiklasse. Hōjō Tokimune, die tijdens de invasie advies had ingewonnen bij zijn Zenmeester Bukko, verspreidde Zen en Bushido onder de samoerai. Er werden zelfs plannen gesmeed om een tegenoffensief op te zetten om Korea te veroveren, maar deze werden nooit uitgevoerd.
Ondertussen had Koeblai Khan nog steeds zijn zinnen gezet op Japan. In september 1275 stuurde hij weer vijf afgezanten naar Japan, met de opdracht dat ze pas weer terug mochten komen als de Shogun of de keizer definitief een antwoord had gegeven op Koeblai’s verzoek om van Japan een vazalstaat te maken. Tokimune liet de vijf afvoeren naar Kamakura en onthoofden. De graven van de vijf bestaan vandaag de dag nog steeds. In 1279 stuurde Koeblai Khan nog eens vijf afgezanten, die hetzelfde lot ondergingen, ditmaal in Hakata. In 1280 gaf het keizerlijk hof alle tempels en schrijnen de opdracht om te bidden voor een Japanse overwinning mocht er een tweede invasie komen.

## Tweede invasie

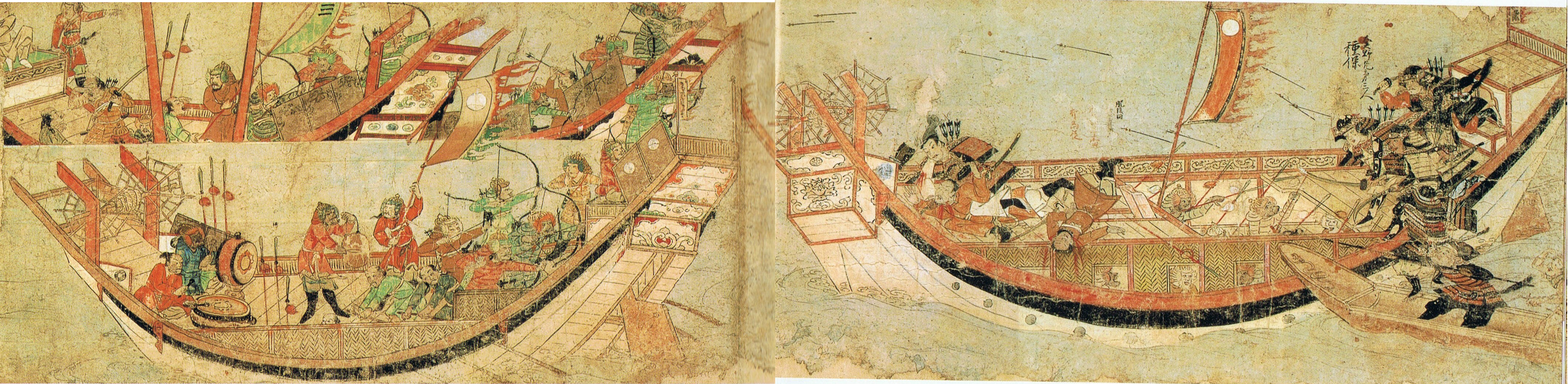
Japanse samoerai gaan aan boord van de Mongoolse schepen in 1281

In het voorjaar van 1281 ondernamen de Mongolen inderdaad een tweede invasiepoging. Ditmaal stuurden ze twee afzonderlijke vloten. Vanuit Masan vertrok een vloot van 900 schepen met aan boord 40.000 Koreaanse, Chinese en Mongoolse soldaten. Vanuit Zuid-China vertrok een grotere vloot van 3500 schepen met zo’n 100.000 soldaten. De Chinese vloot had te kampen met problemen met het bemannen en bevoorraden van de schepen, wat voor vertraging zorgde. Hierdoor kwam de Koreaanse vloot als eerste aan. Deze vloot leed zware verliezen bij Tsushima en moest rechtsomkeert maken. In de zomer vertrokken beide vloten opnieuw richting Kyushu. Ze legden aan op verschillende plekken. Dit leidde tot een aantal conflicten die gezamenlijk bekendstaan als de Slag om Koan. Het Japanse leger was zwaar in de minderheid, maar kon door de verdedigingswerken langs de kust de aanval toch afslaan.
Ook dit keer kregen de Mongolen een zware slag toegebracht door de natuur. Kort nadat de invasie begon stak een grote tyfoon op die later de naam “Kamikaze” kreeg. De tyfoon hield twee dagen aan en verwoestte een groot deel van de Mongoolse vloot. Het feit dat de tyfoon de vloot zo zwaar kon treffen was mogelijk te wijten aan een andere factor. Veel van de schepen in de vloot waren geen zeeschepen, maar rivierschepen met een platte kiel. Deze hadden veel minder stabiliteit en sloegen daarom gemakkelijk om. De reden dat dit scheepstype werd gekozen was om de kosten te drukken. Een andere theorie onder historici is dat de Chinese arbeiders die gedwongen waren om de vloot te maken voor de Mongolen, expres schepen van slechte kwaliteit afleverden uit onvrede over de Mongoolse overheersing.
Nu een groot deel van hun vloot was vergaan met alle soldaten en wapens, moesten de Mongolen zich opnieuw terugtrekken.

## Significantie
De invasies waren de enige gevechten naast de Japanse invasies van Korea waarbij de samoerai tegen buitenlandse troepen vochten in plaats van tegen elkaar. Het was ook de eerste keer dat samoerai van verschillende clans samen vochten voor het behoud van Japan in zijn geheel in plaats van enkel voor hun eigen clan.